# Mestre de Baltimore
El Mestre de Baltimore fou un miniaturista i pintor gòtic d'identitat desconeguda, actiu a Catalunya durant el segle xiv i proper a l'entorn d'Arnau Bassa.
Se'l coneix per aquest nom a causa d'una de les seves obres mestres, un tríptic amb escenes de la Mare de Déu, que es conserva al Walters Art Museum de Baltimore, als Estats Units.
Hi ha alguna teoria que el relaciona amb Jaume Cascalls, gendre de Ferrer Bassa i col·laborador en algun dels seus treballs, si bé altres historiadors no hi coincideixen. Fins i tot, Ferdinando Bologna va situar-lo com originari de la Liguria, si bé instal·lat a Catalunya.

## Context històric
La presència d'artistes italians a Avinyó, els lligams amb Mallorca, l'activitat d'artistes italians al Principat, així com els viatges d'artífexs catalans a Itàlia, especialment l'efectuat per Ferrer Bassa entre els anys 1325 i 1332, són factors importants que cal ponderar en l'aproximació a l'evolució estilística italianitzant a Catalunya. La mort de Ferrer i d'Arnau Bassa en dates properes al 1348, permet l'aparició de diversos artistes, entre els quals destaquen, en un primer moment, el Mestre de Baltimore i Ramon Destorrents. La influència de l'art produït des del taller dels germans Serra va arribar a tot el Principat, el Rosselló, Aragó i terres de València.

## Obres atribuïdes
| Imatge | Dades                                       | Dades |
| --- | ------------------------------------------- | ----- |
| | Tríptic de la Mare de Déu                   |       |
| c. 1340 | Tremp sobre taula 126,8 x 184,9 cm          |       |
| Walters Art Museum, Baltimore |                                             |       |
| L'escena central representa la Verge entronitzada amb el Nen, flanquejats per àngels. El Nen Jesús sosté una petita cadernera, símbol de la seva resurrecció. L'ocell està lligat, ja que aquests animals eren mascotes pels nens al segle xiv. Els àngels del costat presenten a Maria uns calzes amb flors blanques, en al·lusió a la seva puresa. A l'ala esquerra es representa l'Anunciació i la Crucifixió, i a la dreta hi ha la Presentació de Jesús al Temple i la coronació de la Mare de Déu. La delicada decoració i les esveltes i elegants figures revelen la influència de la pintura sienesa. |                                             |       |
| | Anunciació i reis de l'Epifania             |       |
| c. 1340 | Tremp sobre taula 126,8 x 184,9 cm          |       |
| Museu Nacional d'Art de Catalunya, Barcelona |                                             |       |
| És la taula lateral esquerra del desmembrat Retaule de Sant Vicenç de Cardona, adquirida pel MNAC el 1906. Existeix una altra taula amb l'escena superior del carrer dret, que presenta La Nativitat, i que es troba al Fogg Museum de la Universitat Harvard (Cambridge, Massachusetts). |                                             |       |
| | Llibre d'hores de la reina Maria de Navarra |       |
| c. 1340 | Miniatura il·luminada                       |       |
| Biblioteca Marciana, Venècia |                                             |       |
| Participació, junt amb Ferrer i Arnau Bassa. Se li atribueix la realització de les imatges de la marginalia a la major part dels folis. |                                             |       |